# Saivo (Karesuando socken, Lappland, 759524-177994)
Saivo är en sjö i Kiruna kommun i Lappland och ingår i Torneälvens huvudavrinningsområde. Sjön har en area på 0,0701 kvadratkilometer och ligger 375,2 meter över havet.

## Delavrinningsområde
Saivo ingår i det delavrinningsområde (759477-178079) som SMHI kallar för Inloppet i Pikku-Sapsama. Medelhöjden är 378 meter över havet och ytan är 5,43 kvadratkilometer. Det finns ett avrinningsområde uppströms, och räknas det in blir den ackumulerade arean 17,72 kvadratkilometer. Ruodusjoki som avvattnar avrinningsområdet har biflödesordning 6, vilket innebär att vattnet flödar genom totalt 6 vattendrag innan det når havet efter 409 kilometer. Avrinningsområdet består mestadels av skog (90 procent). Avrinningsområdet har 0,07 kvadratkilometer vattenytor vilket ger det en sjöprocent på 1,3 procent.

## Etymologi
Saivo kommer från det samiska ordet sájvva som betyder "helig dubbelbottnad sjö utan tillopp".